# 142. strelska divizija (ZSSR)
142. strelska divizija (izvirno rusko 142. стрелковая дивизия; kratica 142. SD) je bila strelska divizija Rdeče armade v času druge svetovne vojne.

## Zgodovina
Divizija je bila ustanovljena leta 1941 v Hiitoli.